# The Box Tops
The Box Tops was een Amerikaanse rockband uit Memphis (Tennessee).
De band bestond van 1963 tot 1970 en keerde in 1989 (een eenmalige reünie) en de periode 1996-2010 terug in wisselende bezettingen. Centrale figuur was zanger Alex Chilton, die later bij Big Star ging spelen. De band is vooral bekend van de singles "The Letter" (1967), "Cry Like a Baby" (1968), en "Soul Deep" (1969). 

## Discografie

### Albums
- The Letter/Neon Rainbow (november 1967)
- Cry Like a Baby (april 1968)
- Non-Stop (juli 1968)
- Dimensions (september 1969)
- Tear Off! (1998)

### NPO Radio 2 Top 2000
| Nummer met noteringen in de NPO Radio 2 Top 2000 | '99 | '00  | '01  | '02  | '03  | '04  | '05  | '06  | '07  | '08  |
| ------------------------------------------------ | --- | ---- | ---- | ---- | ---- | ---- | ---- | ---- | ---- | ---- |
| The Letter                                       | 938 | 1194 | 1382 | 1245 | 1570 | 1544 | 1737 | 1844 | 1750 | 1654 |

1. ↑  Een vetgedrukt getal geeft de hoogste notering aan.
2. ↑  Deze tabel is bijgewerkt tot en met de laatste editie (2024).

- Bibsys: 3029666
- Bibliothèque nationale de France: cb13902099h (data)
- International Standard Name Identifier: 0000 0001 0946 5224
- Library of Congress Control Number: n93120131
- MusicBrainz: 1c78ab62-db33-4433-8d0b-7c8dcf1849c2
- Virtual International Authority File: 159244337